# Stansstad
Stansstad és un municipi del cantó de Nidwalden (Suïssa).